# Euxoa mixta
Euxoa mixta là một loài bướm đêm trong họ Noctuidae.